# Mhamed Khadad
Mhamed Khadad (Sàhara Occidental, 1954 - Madrid, 1 d'abril del 2020) fou un diplomàtic saharaui.
Com a diplomàtic, va impulsar una denúncia contra el Marroc per l'espoliació de recursos naturals, aconseguint el reconeixement de la Unió Europea que el Sàhara i el Marroc eren territoris diferents. Va morir a Madrid després d'una llarga malaltia.